# Saint-Romain-de-Colbosc
Pour les articles homonymes, voir Saint-Romain.
Saint-Romain-de-Colbosc [sɛ̃ ʁɔmɛ̃ də kɔlbɔsk] est une commune française située dans le département de la Seine-Maritime en région Normandie.

## Géographie

### Description
Saint-Romain-de-Colbosc est une petite ville du plateau cauchois, située à une vingtaine de kilomètres à l'est du Havre.
La gare d'Étainhus - Saint-Romain, du réseau TER Normandie et située à quatre kilomètres de la ville, est desservie par des trains express régionaux sur la ligne de Paris-Saint-Lazare au Havre.

### Communes limitrophes
| Épretot            | Gommerville             | Les Trois-Pierres |
| Saint-Aubin-Routot | Saint-Romain-de-Colbosc | La Remuée         |
|                    | Saint-Vincent-Cramesnil | La Cerlangue      |

### Hydrographie
La commune est située dans le bassin Seine-Normandie. Elle n'est drainée par aucun cours d'eau,.

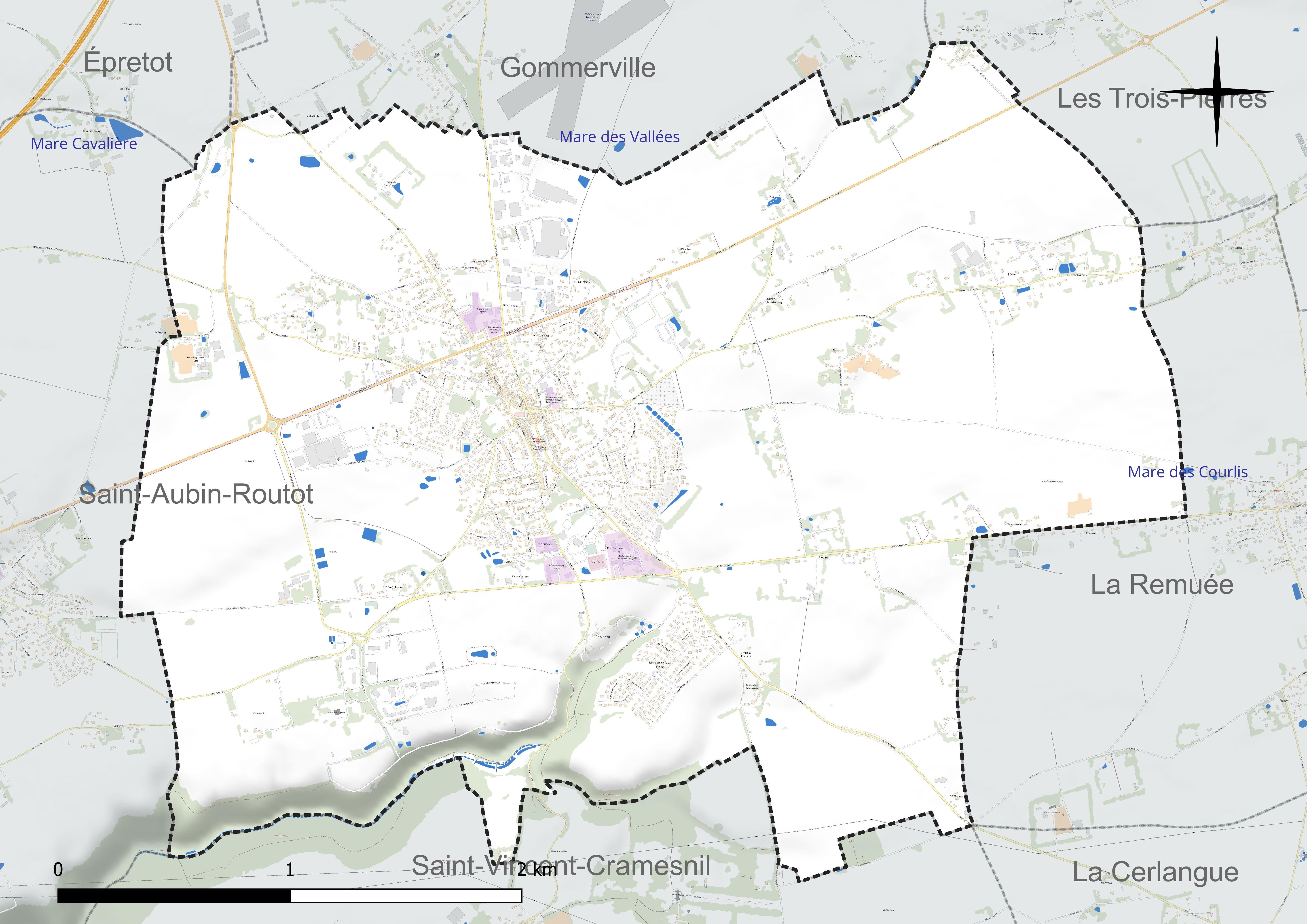
Réseau hydrographique de Saint-Romain-de-Colbosc.

### Climat
Pour des articles plus généraux, voir Climat de la Normandie et Climat de la Seine-Maritime.
En 2010, le climat de la commune est de type climat océanique altéré, selon une étude du CNRS s'appuyant sur une série de données couvrant la période 1971-2000. En 2020, Météo-France publie une typologie des climats de la France métropolitaine dans laquelle la commune est exposée à un climat océanique et est dans la région climatique Côtes de la Manche orientale, caractérisée par un faible ensoleillement (1 550 h/an) ; forte humidité de l’air (plus de 20 h/jour avec humidité relative > 80 % en hiver), vents forts fréquents. Parallèlement le GIEC normand, un groupe régional d’experts sur le climat, différencie quant à lui, dans une étude de 2020, trois grands types de climats pour la région Normandie, nuancés à une échelle plus fine par les facteurs géographiques locaux. La commune est, selon ce zonage, exposée à un « climat maritime », correspondant au Pays de Caux, frais, humide et pluvieux, légèrement plus frais que dans le Cotentin.
Pour la période 1971-2000, la température annuelle moyenne est de 10,2 °C, avec une amplitude thermique annuelle de 13,1 °C. Le cumul annuel moyen de précipitations est de 967 mm, avec 13,8 jours de précipitations en janvier et 9,1 jours en juillet. Pour la période 1991-2020, la température moyenne annuelle observée sur la station météorologique la plus proche, située sur la commune de Octeville-sur-Mer à 17 km à vol d'oiseau, est de 11,5 °C et le cumul annuel moyen de précipitations est de 790,7 mm,. Pour l'avenir, les paramètres climatiques de la commune estimés pour 2050 selon différents scénarios d'émission de gaz à effet de serre sont consultables sur un site dédié publié par Météo-France en novembre 2022.

## Urbanisme

### Typologie
Au 1er janvier 2024, Saint-Romain-de-Colbosc est catégorisée bourg rural, selon la nouvelle grille communale de densité à sept niveaux définie par l'Insee en 2022.
Elle appartient à l'unité urbaine de Saint-Romain-de-Colbosc, une agglomération intra-départementale regroupant trois  communes, dont elle est ville-centre,,. Par ailleurs la commune fait partie de l'aire d'attraction du Havre, dont elle est une commune de la couronne,. Cette aire, qui regroupe 116 communes, est catégorisée dans les aires de 200 000 à moins de 700 000 habitants,.

### Occupation des sols
L'occupation des sols de la commune, telle qu'elle ressort de la base de données européenne d’occupation biophysique des sols Corine Land Cover (CLC), est marquée par l'importance des territoires agricoles (77,4 % en 2018), en diminution par rapport à 1990 (82,7 %). La répartition détaillée en 2018 est la suivante : 
terres arables (57,6 %), zones urbanisées (16,4 %), zones agricoles hétérogènes (15,8 %), prairies (4 %), forêts (3,8 %), zones industrielles ou commerciales et réseaux de communication (2,4 %). L'évolution de l’occupation des sols de la commune et de ses infrastructures peut être observée sur les différentes représentations cartographiques du territoire : la carte de Cassini (XVIIIe siècle), la carte d'état-major (1820-1866) et les cartes ou photos aériennes de l'IGN pour la période actuelle (1950 à aujourd'hui).

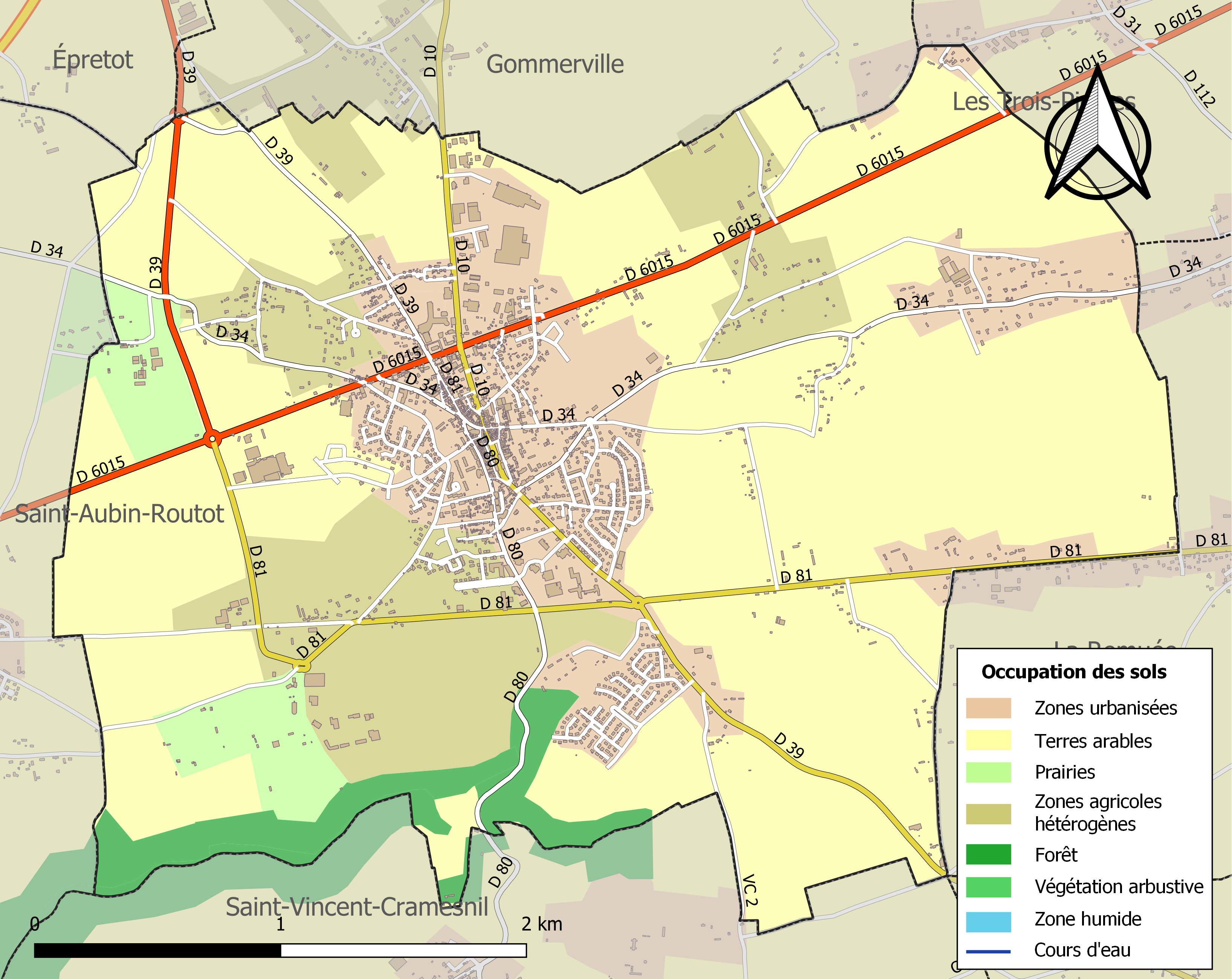
Carte des infrastructures et de l'occupation des sols de la commune en 2018 (CLC).

## Toponymie
Le nom de la localité est attesté sous les formes Golebosc vers 1060, Ecclesia de Sancto Romano de Colebosc et Santo Romano de Colbosc en 1131.
« Quelques années plus tard, lorsqu’une église ou une chapelle avait été érigée sous le vocable de saint Romain, archevêque de Rouen, on avait ajouté le titre de cette église au nom primitif pour former le nom de Saint Romain en « Saint Romain de Colbosc ».
Au cours de la Révolution française, la commune porte provisoirement le nom de Romain-de-Colbosc. De 1793 à 1795, la commune prit le nom de Châlier-des-Chaussées.
« Le 4 novembre 1793 sur l’invitation des administrateurs du District, il fut décidé que le nom de devenu suspect comme vestige de la religion, prendrait désormais le nom de Châlier des Chaussées, en souvenir de Châlier, grand défenseur de la Patrie, qui avait été tué à Lyon par les rebelles. Toutefois, on avait une certaine hésitation à abandonner l’ancienne dénomination, car ce fut seulement au mois d’avril 1794 que les registres de l’état civil portèrent le titre de Châlier les Chaussées. Aux mois de septembre et décembre 1794, on disait la commune de Romain ou celle de Romain de Colbosc. Enfin, dans le courant de mai 1795, on était revenu au nom de Saint Romain de Colbosc » (Alphonse Martin).

## Histoire
De 1896 à 1929, la commune a été desservie par le tramway de Saint-Romain-de-Colbosc, qui reliait le centre du bourg à la gare d'Étainhus - Saint-Romain, distante d'environ 4 km et située sur la ligne Paris - Le Havre. Il transportait environ 90 000 passagers par an.

Le tramway de Saint-Romain-de-Colbosc au début du XXe siècle
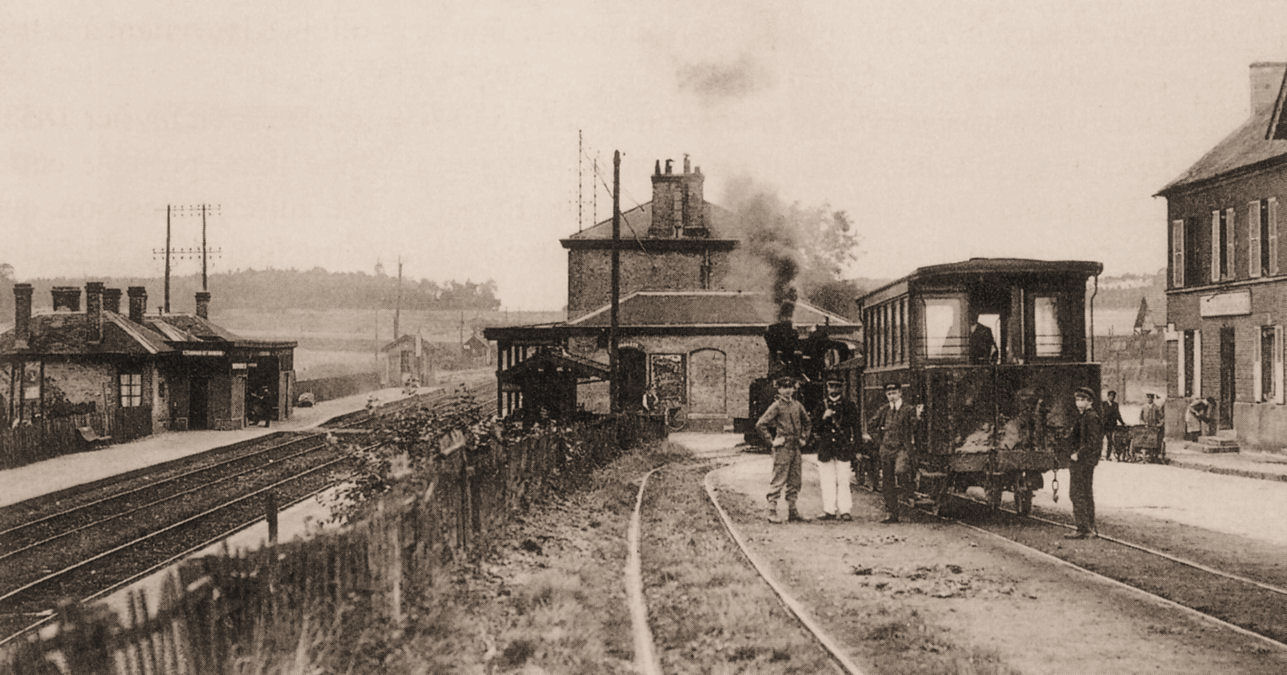
En gare d'Étainhus.
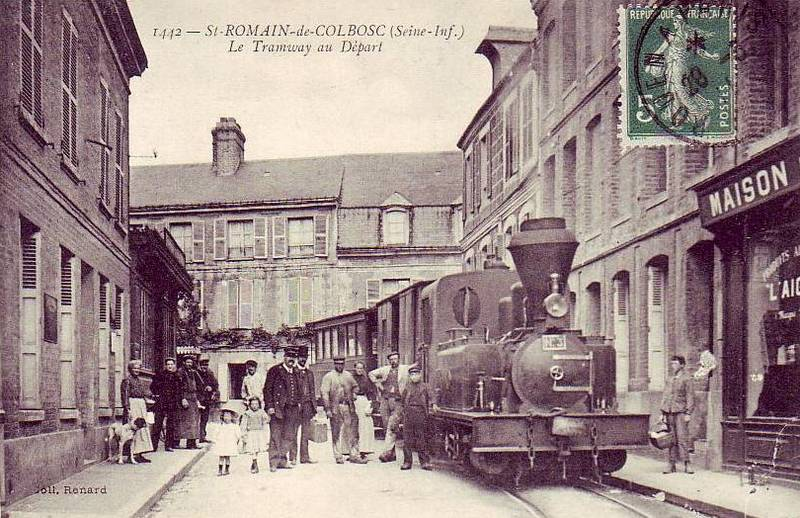
Au terminus de l'église.
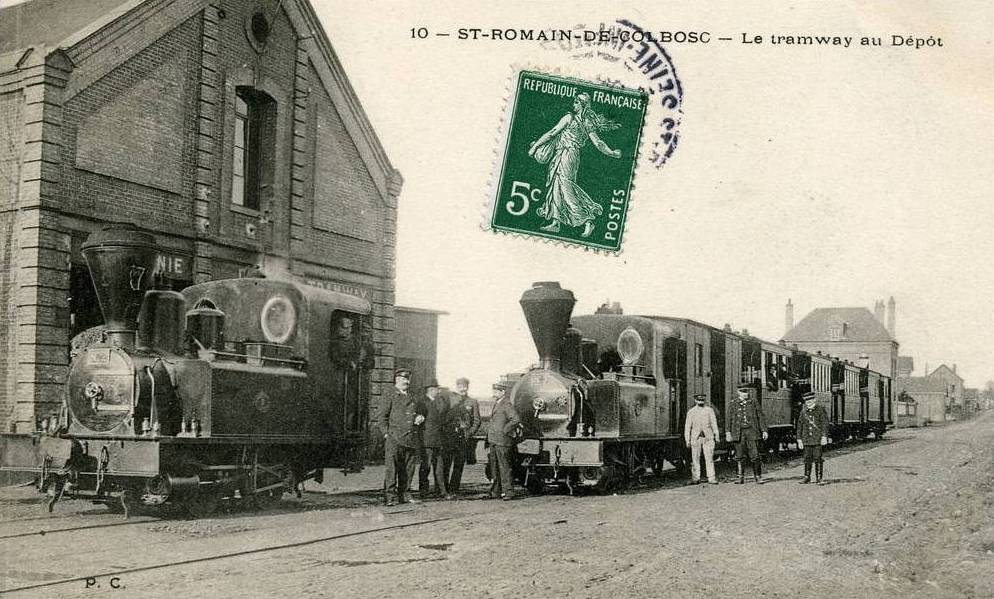
Le dépôt.

## Politique et administration

### Liste des maires
| Période                                  | Période                    | Identité                       | Étiquette   | Qualité |
| ---------------------------------------- | -------------------------- | ------------------------------ | ----------- | --- |
| Les données manquantes sont à compléter. |                            |                                |             | |
| 1848                                     | 1857                       | Pierre Brière                  |             | Notaire |
| 1857                                     | 1894                       | Théodule-Georges Benoist       |             | Négociant |
| 1894                                     | 1904                       | Paul Claude Antoine Fidel      |             | Médecin et officier de santé militaire |
| 1904                                     | 1911                       | René Préveraud de la Boutresse | Libéral     | Docteur en droit Conseiller général du canton de Saint-Romain-de-Colbosc (1907 → 1913) |
| 1911                                     | 1919                       | Jules Lemercier                |             | Propriétaire |
| 1919                                     | 1925                       | Paul Duparc                    |             | Mercier et bonnetier |
| 1925                                     | 1936                       | René Mollet                    |             | Pharmacien |
| 1936                                     | mai 1945                   | Robert Dubuc                   |             | Huissier |
| mai 1945                                 | mai 1953                   | Georges Allais                 |             | Greffier |
| mai 1953                                 | mars 1977                  | Henri Odièvre                  | RI puis UDF | Grainetier Conseiller général du canton de Saint-Romain-de-Colbosc (1965 → 1982) Président de la CC de Saint-Romain-de-Colbosc (1968 → ?)                                                           |
| mars 1977                                | juin 1995                  | Albert Gibet                   | DVD         | Cadre retaité |
| juin 1995                                | mars 2008                  | Jean Dupé                      | UDF-DL      | Géomètre-expert Président de la CC de Saint-Romain-de-Colbosc (2001 → 2008) |
| mars 2008                                | mai 2020                   | Bertrand Girardin              | DVD         | Vétérinaire Vice-président de la CC Caux Estuaire (2014 → 2018) |
| mai 2020,                                | En cours (au 10 août 2020) | Clotilde Eudier                | LR          | Exploitante agricole Vice-Présidente du conseil régional de Normandie Vice-présidente de la CU Le Havre Seine Métropole (2020 → ) Conseillère départementale suppléante de Denis Merville (2015 → ) |

## Démographie
L'évolution du nombre d'habitants est connue à travers les recensements de la population effectués dans la commune depuis 1793. Pour les communes de moins de 10 000 habitants, une enquête de recensement portant sur toute la population est réalisée tous les cinq ans, les populations de référence des années intermédiaires étant quant à elles estimées par interpolation ou extrapolation. Pour la commune, le premier recensement exhaustif entrant dans le cadre du nouveau dispositif a été réalisé en 2008.

En 2022, la commune comptait 4 608 habitants, en évolution de +12,58 % par rapport à 2016 (Seine-Maritime : +0,35 %, France hors Mayotte : +2,11 %).
| 1793  | 1800  | 1806  | 1821  | 1831  | 1836  | 1841  | 1846  | 1851  |
| ----- | ----- | ----- | ----- | ----- | ----- | ----- | ----- | ----- |
| 1 185 | 1 230 | 1 240 | 1 287 | 1 744 | 1 652 | 1 666 | 1 710 | 1 732 |

| 1856  | 1861  | 1866  | 1872  | 1876  | 1881  | 1886  | 1891  | 1896  |
| ----- | ----- | ----- | ----- | ----- | ----- | ----- | ----- | ----- |
| 1 673 | 1 762 | 1 755 | 1 697 | 1 742 | 1 697 | 1 751 | 1 811 | 1 876 |

| 1901  | 1906  | 1911  | 1921  | 1926  | 1931  | 1936  | 1946  | 1954  |
| ----- | ----- | ----- | ----- | ----- | ----- | ----- | ----- | ----- |
| 1 873 | 2 039 | 2 069 | 2 127 | 2 071 | 2 142 | 2 173 | 2 734 | 2 661 |

| 1962  | 1968  | 1975  | 1982  | 1990  | 1999  | 2006  | 2008  | 2013  |
| ----- | ----- | ----- | ----- | ----- | ----- | ----- | ----- | ----- |
| 2 675 | 3 003 | 3 631 | 3 595 | 3 588 | 3 937 | 3 847 | 3 818 | 3 930 |

| 2018  | 2022  | - | - | - | - | - | - | - |
| ----- | ----- | - | - | - | - | - | - | - |
| 4 172 | 4 608 | - | - | - | - | - | - | - |

## Économie

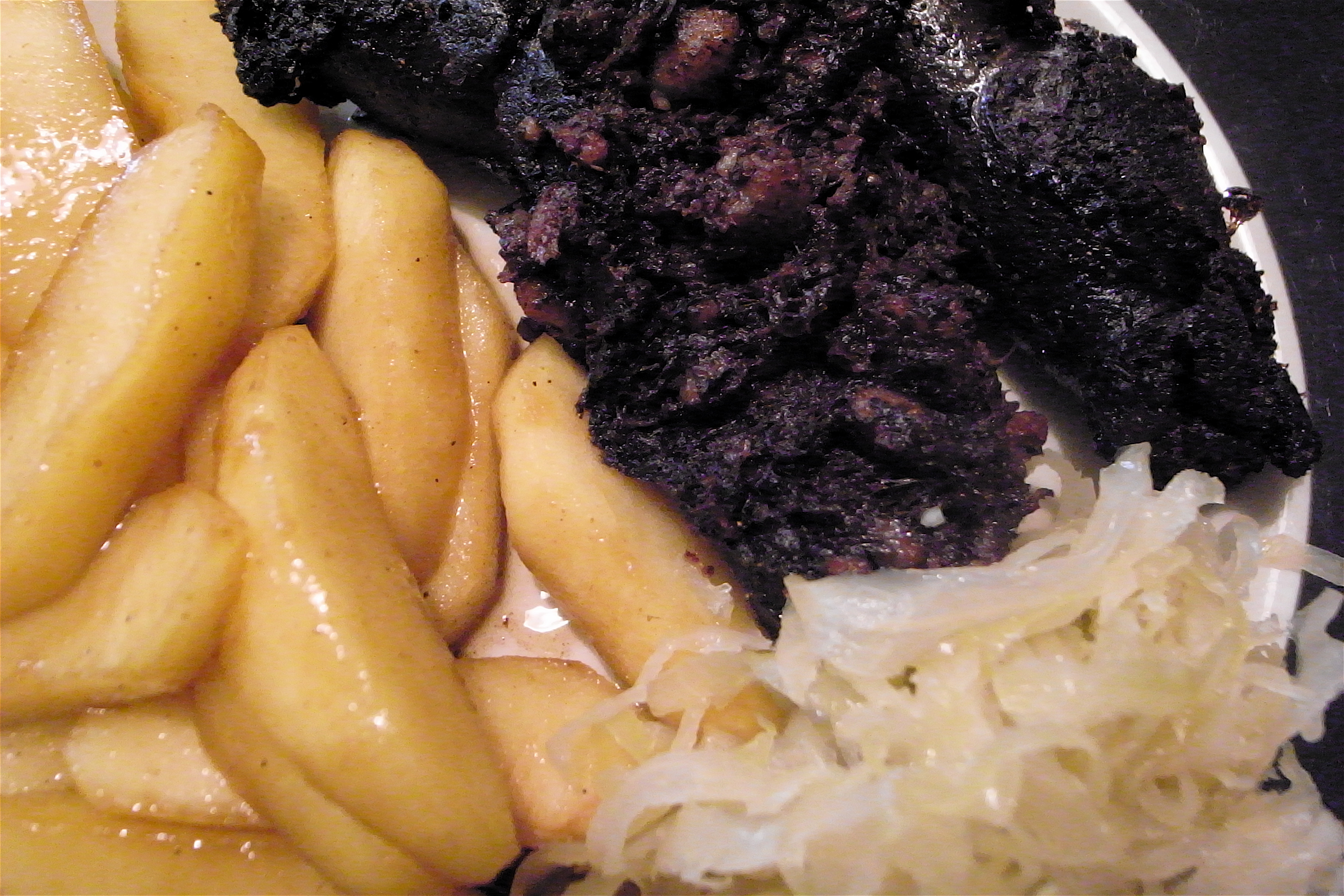
Boudin de Saint-Romain accompagné de pommes caramélisées.

La ville de Saint-Romain-de-Colbosc est connue pour son boudin.

## Culture locale et patrimoine

### Lieux et monuments
- Église Saint-Romain[29].
- Château de Grosmesnil.
- L'Hôtel du Nom de Jésus, situé dans le centre bourg près de l'église, était en activité au moins depuis 1793, date à laquelle décède son premier propriétaire connu, le cabaretier Nicolas Lalouette. Son nom provient d'une confrérie franciscaine établie en France et en Belgique depuis le XVIe siècle, cultivant le partage et la charité. Au XIXe siècle, cet établissement était un relais de poste avec tables d'hôtes, chambres pour voyageurs, remises pour voitures et écuries. Durant la Seconde Guerre mondiale, l'hôtel devient le siège du Soldatenheim, lieu de repos des soldats allemands[21].
- Une maladrerie[30] consacrée à sainte Madeleine et sainte Véronique est attestée en 1378.
- Villa Art Nouveau[31], 35 bis, avenue du Maréchal-de-Lattre-de-Tassigny - inscription par arrêté du 23 février 2017 - Bénéficie du label « Patrimoine du XXe siècle ».
- Croix de village de Saint-Romain-de-Colbosc.

### Héraldique
| Armes de Saint-Romain-de-Colbosc | Les armes de la commune de Saint-Romain-de-Colbosc se blasonnent ainsi : De gueules au chef tri parti, au 1er d’or à la croix de gueules cantonnée de seize alérions d'azur, au 2e d'argent à la fasce d'azur chargée d'un léopard d'or, au 3e d'azur à trois roses tigées et feuillées d'argent ; sur le tout, un écusson d'argent chargé d'une balance romaine à cadran de sable à l'aiguille d’or, accompagné aux flancs et en pointe de quatre molettes d'or ordonnées en orle. Le léopard d'or rappelle les armes de la Normandie. Ces armes apparaissent sur le plan de ville en 1964. |

### Personnalités liées à la commune
- Bernardin de Saint-Pierre y a séjourné en février 1766.
- Jean-Baptiste Fleurye (1734-1804), homme politique né à Saint-Romain-de-Colbosc, député du tiers état aux états généraux de 1789.
- Bernard Romain y a habillé la Halle en 1991.

## Pour approfondir